# نيل مكديرموت
نيل مكديرموت (بالإنجليزية: Neale McDermott)‏ (8 مارس 1985 بنيوكاسل أبون تاين في المملكة المتحدة - ) هو لاعب كرة قدم بريطاني في مركز الوسط. لعب مع سويندون تاون ونادي فولهام ونادي لوفيرواز ونادي غيتزهد ونادي كارلايل يونايتد ودارلينجتون إف سى.

## وصلات خارجية
- نيل مكديرموت على موقع قاعدة بيانات كرة القدم.إي يو (الإنجليزية)
- نيل مكديرموت على موقع Soccerbase.com (لاعب) (الإنجليزية)